# Mammana

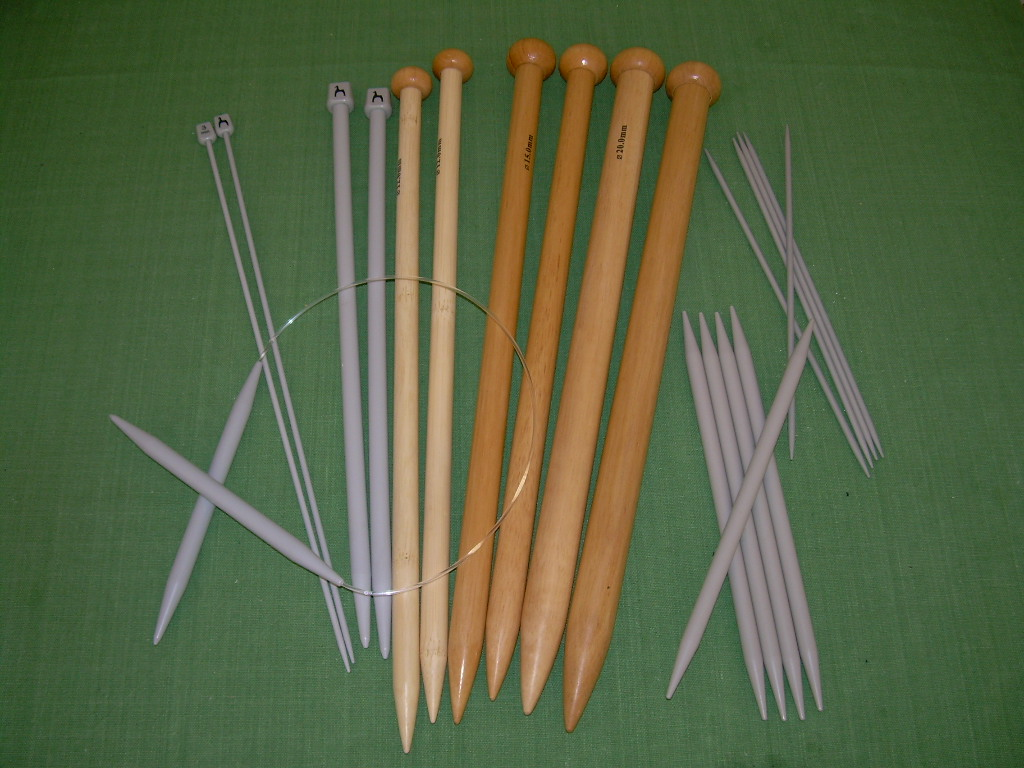
I ferri da maglia, strumenti di fortuna usati dalle mammane per procurare l'aborto.

Mammana è un termine originario dell'Italia centro-meridionale, utilizzato in passato come sinonimo di levatrice ed anticamente anche per riferirsi alle tenutarie delle case di tolleranza. 
Nel linguaggio corrente, essendo ormai in disuso come sinonimo, indica una donna che esegue aborti clandestini su commissione, valendosi di pratiche rozze e che mettono spesso a rischio la vita della gestante. In molti paesi, tra cui l'Italia, la pratica dell'aborto clandestino, e di conseguenza la figura della mammana, è illegale. 
Una figura analoga era quella del "cucchiaio d'oro", ovvero ogni medico che praticasse l'aborto clandestino in Italia prima che venisse legalizzato nel 1978 dalla legge 194. L'espressione derivava dal cucchiaio di ferro, strumento adoperato per la pulizia dell'utero, che "diventava" d'oro per il prezzo esoso dell'aborto.